# Golpe de Estado na Venezuela em 1958
O golpe de Estado na Venezuela em 1958 foi um golpe cívico-militar na Venezuela ocorrido em 23 de janeiro de 1958, por meio do qual pôs fim a ditadura do general Marcos Pérez Jiménez, que foi forçado a deixar o país para a República Dominicana a bordo do então avião presidencial "La Vaca Sagrada".

## Antecedentes
Em dezembro de 1957 foi realizado um plebiscito para estender o mandato de Marcos Pérez Jiménez para solidificar seu regime e legitimar as Forças Armadas.
A primeira manifestação aberta contra o regime ocorreu em 27 de março de 1957, em uma apresentação de Retrato de Lincoln, de Aaron Copland, regida pelo compositor. A atriz Juana Sujo leu o texto traduzido ao espanhol na presença de Marcos Pérez Jiménez. Perto da conclusão, conforme Sujo citou do discurso de Gettysburg, o público aplaudiu e começou a gritar contra o presidente tão alto que Copland não conseguiu ouvir a música. Um funcionário do serviço de relações exteriores americano disse a Copland que seu Retrato de Lincoln lido por Sujo havia, de fato, iniciado a revolução.

## Eventos
Em meados de janeiro a Junta Patriótica convocou uma greve geral para o dia 21. Em 21 de janeiro começou a greve da imprensa e horas depois, a greve geral convocada pela Junta Patriótica. A greve foi totalmente efetivada e em muitos lugares de Caracas houve confrontos com as forças do regime.
No dia 22, altos comandantes militares se reuniram na Academia Militar para ponderar a situação. Suas deliberações concluem com a formação de uma Junta de Governo Militar que pede a renúncia de Pérez Jiménez. Na noite do dia 22, a Marinha e a Guarnição de Caracas se pronunciaram contra a ditadura; e Pérez Jiménez, privado de todo o apoio das Forças Armadas, fugiu na madrugada de 23 de janeiro do aeroporto de La Carlota, com o avião La Vaca Sagrada rumo a capital dominicana Santo Domingo.